# Ámokfutók
Ámokfutók (z węg. „Biegający w amoku”) – węgierska grupa muzyczna. Grupa powstała w 1994 roku z inicjatywy Zsolta Kocsora (ps. Kozso), który został jej liderem. Zespół współpracował z takimi wykonawcami, jak Captain Jack, Mr. President, Yakida, Mo-Do, *NSYNC, Ice MC czy La Bouche.

## Dyskografia
- Sebességláz (1994)
- Varázsolj el! (1995)
- III. (1996)
- Van valami… (1997)
- Ezüst eső (1999)
- A szerelem hajnalán (2000)
- Best Of 500.000 (kompilacja) (2001)
- Soha véget nem ér (2003)
- Kozsó és az Ámokfutók (2004)
- A Hold dala (2005)
- Ami jó ami szép (2008)
- Kozso-Újratöltve (2010)